# The Ritual Aura
The Ritual Aura ist eine australische Technical- und Progressive-Death-Metal-Band aus Perth, die 2011 unter dem Namen Obscenium gegründet wurde.

## Geschichte
Die Band wurde 2011 unter dem Namen Obscenium gegründet. Nach mehreren Besetzungswechseln war sie 2013 erstmals live zu sehen. Nachdem Adam Giangiordano als Schlagzeuger zur Gruppe gekommen war, wechselte Riley „Hexen“ Panozzo, der zuvor diesen Posten innehatte, zum Gesang. Panozzo verließ die Gruppe 2014 und wurde durch Jamie Kay ersetzt.
2015 erfolgte die Umbenennung in The Ritual Aura. Daraufhin erschien im selben Jahr das Debütalbum Laniakea. Bereits einen Monat vor der Veröffentlichung hatte die Band mit dem Schreiben des zweiten Albums begonnen, das 2016 unter dem Namen Tæther veröffentlicht wurde.

## Stil
Stephan Rajchl von metal1.info ordnete Laniakea dem Progressive- und Technical-Death-Metal zu, wobei die Musik „[s]pielerische Virtuosität und kompromisslose Brutalität“ vereine. Ihm fiel die kurze Spielzeit von nur rund 25 Minuten auf, was jedoch durch qualitativ hochwertige Lieder wettgemacht werde. Das Spiel der Instrumente sei schnell und präzise, sodass man den Eindruck erhalten könne, dass Maschinen am Werk seien. Die Geschwindigkeit der Songs sei fast durchgängig hoch, die Melodieführung sei ungewöhnlich, man könne sie als „futuristisch“ bezeichnen, denn sie werde durch „spacige“ Synthesizer verstärkt. Die Songstrukturen seien ungewöhnlich, wenn man von Songaufbau überhaupt sprechen könne, da weder Refrains noch Strophen auszumachen seien. Auffallend sei auch, dass vier der neun Lieder komplett instrumental daher kämen, während in den anderen hohe Screams und tiefe Growls vorhanden seien. Gelegentlich gebe es aber auch „schrägen“ Klargesang und Vocoder-Effekte im Stil von Cynic. Johnny Jackal von metal-temple.com merkte in seiner Rezension zu Tæther an, dass die Band sich hier bei Gruppen wie Omnium Gatherum, Meshuggah und Gojira bedient hat. Er bezeichnete die Musik als Technical Death Metal, wobei sich The Ritual Aura trotz der Einflüsse nicht im selben musikalischen Feld wie die genannten Bands bewege. Textlich handele das Album von japanischen Legenden und der Mythologie des Landes. Der Gesang sei nicht zu aggressiv und meist verständlich.

## Diskografie
als Obscenium
- 2014: Ectoplasm (Single, Eigenveröffentlichung)

als The Ritual Aura
- 2015: Time-Lost Utopia (Single, Eigenveröffentlichung)
- 2015: Nebulous Opus Pt, I (Single, Eigenveröffentlichung)
- 2015: Laniakea (Album, Lacerated Enemy Records)
- 2016: Promo (Demo, Eigenveröffentlichung)
- 2016: Kage no Yamai / Shadow-Sickness (Demo, Eigenveröffentlichung)
- 2016: Tæther (Album, Lacerated Enemy Records)
- 2019: Velothi (Album, Eigenveröffentlichung)
- 2023: Heresiarch (Album, The Artisan Era)